# Robert Bellin
Robert Bellin (ur. 30 czerwca 1952) – szachista angielski, mistrz międzynarodowy od 1977 roku.

## Kariera szachowa
Znaczniejsze rezultaty:
- 1978 - Wijk aan Zee - dz. I  miejsce (turniej B)
- 1979 - mistrzostwa Wielkiej Brytanii - I miejsce
- 1979 - Graz - dz. II miejsce
- 1981 - Calella - dz. III miejsce

W latach 1977 i 1980 dwukrotnie wystąpił w reprezentacji Anglii na drużynowych mistrzostwach Europy, w roku 1980 zdobywając wraz z zespołem brązowy medal. Od 1988 r. jest mężem czeskiej arcymistrzyni Jany Malypetrovej.
Najwyższy ranking w karierze osiągnął 1 stycznia 1980 r., z wynikiem 2440 punktów dzielił wówczas 8-9. miejsce wśród angielskich szachistów.